# 1628 Strobel
1628 Strobel è un asteroide della fascia principale del diametro medio di circa 57,12 km. Scoperto nel 1923, presenta un'orbita caratterizzata da un semiasse maggiore pari a 3,0113636 UA e da un'eccentricità di 0,0672158, inclinata di 19,37830° rispetto all'eclittica.
L'asteroide è dedicato all'astronomo Willi Strobel, dell'Istituto di Calcolo Astronomico dell'Università di Heidelberg.